# Висхідне сонце (роман Конроя)
Висхідне сонце (англ. Rising Sun) — роман в жанрі альтернативної історії, написаний Робертом Конроєм. Він був опублікований Baen Books як книга в твердій обкладинці 4 грудня 2012 року, а потім через 11 днів була випущена в Інтернеті як електронна книга. 29 жовтня 2013 року вона була опублікована як книга в м'якій палітурці.

## Сюжет
Під час Другої світової війни влітку 1942 року Японія виграла битву за Мідвей. Два з небагатьох авіаносців Сполучених Штатів у Тихому океані потрапили в японську лінію підводного човна та були потоплені, а третій знищено наступного дня. У ВМС Сполучених Штатів у Тихому океані залишився лише один авіаносець проти дев'яти японських, у той час як обшарпані залишки американських лінійних кораблів — армада, яка все ще відчуває поразку в Перл-Харборі в грудні минулого року — перебувають у ще гіршому стані.
В цій альтернативній історії Японія контролювала майже весь Тихий океан. Незабаром після цього Японія вторгається на Аляску, а Гаваї потрапили під блокаду. Незабаром Панамський канал забивається транспортом, а міста на західному узбережжі Америки піддаються бомбардуванням.
Незважаючи на ці катастрофи, США починають давати відсіч японцям. Американці проводять обмежені контратаки і висувають грандіозний план, щоб заманити японців у засідку, яка могла б відновити баланс у Тихому океані і дати американським військам справедливі шанси на перемогу.

## Відгуки
Booklist назвав роман «захопливим» і зазначив, що «знайомство з реальними подіями є бонусом, але не обов'язковою вимогою».